# Reciprok
 Denne artikel omhandler reciprok også benævnt multiplikative inverse. Opslagsordet har også en anden betydning, se Invers.
I matematik er den reciprokke værdi eller det multiplikative inverse af et tal {\displaystyle x} indeholdt i et legeme, tallet som, når multipliceret af {\displaystyle x}, giver {\displaystyle 1}. Det skrives som
{\displaystyle {\frac {1}{x}}}  eller  {\displaystyle x^{-1}} .
Den reciprokke værdi ...
- ... af {\displaystyle 1} er derfor {\displaystyle 1}, da {\displaystyle 1*1=1}   ({\displaystyle 1} er fundet ved : {\displaystyle {\frac {1}{1}}=1} )
- ... af {\displaystyle 5} er derfor {\displaystyle 0{,}2}, da {\displaystyle 5*0{,}2=1}   ({\displaystyle 0{,}2} er fundet ved : {\displaystyle {\frac {1}{5}}=0{,}2} )
- ... af {\displaystyle 10} er derfor {\displaystyle 0{,}1}, da {\displaystyle 10*0{,}1=1}   ({\displaystyle 0{,}1} er fundet ved : {\displaystyle {\frac {1}{10}}=0{,}1} )

En graf med funktionen : {\displaystyle f(x)={\frac {1}{x}}}, danner en hyperbel.
Reciprok er et synonym for "gensidig".